# Michael Tibollo
Michael A. Tibollo, né le 11 février 1960 à Toronto, est un homme politique provincial canadien de l'Ontario.
Il est député provincial progressiste-conservateur de la circonscription ontarienne de Vaughan—Woodbridge depuis 2018.

## Biographie
Né à Toronto en Ontario, Tibollo étudie à la St. Michael's College School (en) et poursuit ensuite à l'Université de Toronto où il obtient un diplôme de premier cycle en 1982. Il fréquente ensuite la faculté de droit de l'Université de Windsor en 1985 et est nommé au Barreau de l'Ontario en 1987. Il effectue également des ateliers de formation en négociation de la Faculté de droit de Harvard.
Tibollo joue un rôle déterminant dans la création du mois de l'héritage italien et est le fondateur du Festival des lumières, un festival annuel multiculturel célébrant la diversité de culture et de religion au Canada.

## Carrière politique
Tibollo est élu contre le ministre libéral Steven Del Duca en 2018 et à nouveau en 2022, alors que Del Duca concourait cette fois à titre de chef du Parti libéral de l'Ontario.

## Récompenses
Au cours de sa carrière, Tibollo a reçu plusieurs récompenses afin de commémorer sa carrière et son implication communautaires.
- 2017 : CHIN Radio/TV International (en), mention saluant la contribution de citoyens contribuant à enrichir et bâtir la société canadienne[5]
- 2015 : Ordre du Mérite de la République italienne, chevalier
- 2013 : National Congress of Italian Canadians (en) - District de Toronto, Ordre du mérite
- 2009 : Gouvernement de la province de Foggia, Italie, Prix humanitaire
- 2005 : Canadian Italian Business and Professional Association, Prix d'excellence professionnel[6]